# Carolina Stutchbury
 (juin 2024).
Carolina Stutchbury, née le 23 octobre 2005 est une escrimeuse britannique, pratiquant le fleuret.

## Biographie
Lors des championnats d'Europe d'escrime 2024, elle remporte la médaille de bronze.

## Palmarès

### Championnats d'Europe
- Médaille d'argent en individuel en 2025 à Gênes
- Médaille de bronze en individuel en 2024 à Bâle